# Gerda Christian

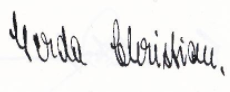
Unterschrift von Gerda Christian

Gerda Christian (* 13. Dezember 1913 als Gerda Daranowski in Berlin; † 14. April 1997 in Düsseldorf) war von 1937 bis 1945 neben Christa Schroeder, Johanna Wolf und Traudl Junge eine der vier Sekretärinnen von Adolf Hitler. Sie und Traudl Junge blieben bis nach dem Tod Hitlers im Führerbunker in  Berlin.

## Karriere in der Zeit des Nationalsozialismus
Vor ihrer Zeit in der Persönlichen Adjutantur des Führers arbeitete Daranowski als Kontoristin für das US-amerikanische Kosmetikunternehmen Elizabeth Arden. Zum 1. April 1932 trat sie der NSDAP bei (Mitgliedsnummer 1.067.291).
Hitler stellte die junge Frau 1937 ein, nachdem sich seine beiden älteren Sekretärinnen Johanna Wolf und Christa Schroeder lange über den hohen Arbeitsaufwand beklagt hatten, den zwei Frauen unmöglich allein erledigen konnten. Hitler kürzte ihren polnischen Familiennamen ab und nannte sie Dara. Sie wurde schnell zu Hitlers engster Vertrauten unter den Sekretärinnen; er lobte sie oft für ihre attraktive Erscheinung. Ende 1942 ging Daranowski für längere Zeit in Urlaub, da sie den Major der Luftwaffe Eckhard Christian kennengelernt hatte, der als Adjutant des Chefs des Wehrmachtführungsstabes im Führerhauptquartier tätig war. Am 2. Februar 1943 heirateten Daranowski und Eckhard Christian. Die Ehe blieb kinderlos und wurde nach 1945 geschieden. Um die entstandene Lücke in der persönlichen Adjutantur des Führers zu füllen, wurde im Dezember 1942 die junge Münchnerin Traudl Humps (später Junge) eingestellt. Im Sommer 1943 kehrte Daranowski zur Freude Hitlers in den Dienst als Führersekretärin zurück. Sie machte fortan jede Reise in die Führerhauptquartiere und in den Berghof mit.

## Kriegsende
In den letzten Kriegstagen hielt sie sich im von den sowjetischen Truppen besetzten Berlin im Führerbunker unter der Reichskanzlei auf. Nach dem Selbstmord Adolf Hitlers schloss sie sich, wie auch Hitlers letzter persönlicher Adjutant, der 27-jährige Otto Günsche, einer von SS-Brigadeführer Wilhelm Mohnke geführten Gruppe aus ungefähr zwanzig Personen an, der es noch gelang, die Reichskanzlei in der Nacht vom 1. zum 2. Mai 1945 zu verlassen und in den Morgenstunden einen zum Bunker umfunktionierten Bierkeller der alten Schultheiss-Brauerei zu erreichen, der jedoch von sowjetischen Soldaten umstellt war. Mit ihrer Kollegin Traudl Junge, Martin Bormanns Sekretärin Else Krüger und Constanze Manziarly erhielt sie von Mohnke den Auftrag, sich in ziviler Kleidung weiter durchzuschlagen und einen zuvor von Mohnke verfassten letzten Bericht Hitlers Nachfolger Karl Dönitz auszuhändigen. Am darauffolgenden Tag verloren sich die vier Frauen in den Wirren der kapitulierenden Stadt aus den Augen. Gerda Christian setzte sich nach Bayern ab. Dort wurde sie von der US-Militärpolizei verhaftet und verhört.
Mitte 1946 befand sie sich in einem Internierungslager in Oberursel und nutzte einen Urlaub zur Flucht. Deshalb konnte sie nicht wie geplant im Nürnberger Prozess gegen Martin Bormann als Zeugin vernommen werden.
Gerda Christian fand später, genauso wie der aus sowjetischer Gefangenschaft entlassene Günsche, im Rheinland in Wirtschaftsunternehmen Arbeit.

## Weiterer Lebenslauf
Die Deutsche Bank bot Christian eine Stelle im Rheinland; zuvor war sie zeitweise Rezeptionistin im Eden Hotel Düsseldorf. Günsche wurde Betriebsleiter in einer Arzneimittelfirma. Sie wurde die Geliebte Edmund Veesenmayers und gehörte zum inneren Führungskreis des Naumann-Kreises, der eine Wiederherstellung des Nationalsozialismus anstrebte. Beide blieben in Kontakt nach dem Wahlspruch „In Treue fest“. Sie pflegten auch die einst in der Neuen Reichskanzlei in Berlin begonnene Duzfreundschaft mit dem Bildhauer Arno Breker, der inzwischen mit seiner Ehefrau Mimina von Bayern nach Düsseldorf übersiedelt war. Sein geräumiges Atelier wurde Begegnungsort für „Freunde von früher“. Gerda Christian war über Jahrzehnte bis zum Tod von Arno Breker im Jahr 1991 dessen ehrenamtliche Sekretärin.
Gerda Christian starb am 14. April 1997 in einem Krankenhaus in Düsseldorf an Krebs. Auf ihre vorherige Anordnung wurde sie eingeäschert. Es erfolgte eine Seebestattung, wie auch später im Jahr 2003 im Fall des mit ihr bis zum Tod befreundeten Günsche.